# 西開聞町
西開聞町（にしかいもんちょう）は、鹿児島県薩摩川内市の町。旧川内市西開聞町。郵便番号は895-0055。人口は538人、世帯数は230世帯（2020年10月1日現在）。西開聞町の全域で住居表示を実施している。

## 地理
薩摩川内市の本土側の南西部、川内川の下流域に位置している。薩摩川内市の市街地に位置しており、字域の北方には川内川を挟んで花木町、宮内町、南方には鹿児島県道43号川内串木野線を境に若松町、南方から西方にかけては宮里町、東方には東開聞町、南東方には神田町がそれぞれ接している。
西開聞町及び隣接する東開聞町の字名の由来となった向田神社（別名：開聞神社）が字域のほぼ中央部に位置している。現在の向田神社は1967年（昭和42年）に創建されたものであるが、前身となる八坂神社は1965年（昭和40年）に台風によって倒壊するまで現在の向田神社の所在地に位置していたが、倒壊した本殿を復興した際に向田神社に改称されたものである。
字域の南端部を鹿児島県道43号川内串木野線が東西に通っており、中央部には薩摩川内市道向田高城線が通り、北部には開戸橋が架かっており花木町及び宮内町などと結ばれている。

### 町名の由来
町名は字域内にある向田神社の通称である「開聞神社」に由来している。

## 歴史
1965年（昭和40年）4月1日に向田町の一部の区域において住居表示に関する法律に基づき街区方式による住居表示が実施されることとなった。それに伴い同日付で町名・地番の変更が行われ川内市向田町の一部より、川内市の町名「西開聞町」として設置された。
2004年（平成16年）10月12日に川内市、東郷町、入来町、祁答院町、樋脇町、下甑村、上甑村、鹿島村、里村が新設合併し薩摩川内市が設置された。この市町村合併に伴い設置された法定合併協議会において川内市の町・字については「現行通りとする。」と協定されたため、名称の変更は行われずに薩摩川内市の町となった。

### 町域の変遷
| 変更後           | 変更年             | 変更後         |
| ---------------- | ------------------ | -------------- |
| 西開聞町（新設） | 1965年（昭和40年） | 向田町（一部） |

## 人口
以下の表は国勢調査による小地域集計が開始された1995年以降の人口の推移である。
| 年                 | 人口 |
| ------------------ | ---- |
| 1995年（平成7年）  | 556  |
| 2000年（平成12年） | 505  |
| 2005年（平成17年） | 455  |
| 2010年（平成22年） | 458  |
| 2015年（平成27年） | 467  |
| 2020年（令和2年）  | 538  |

## 施設

### 公共
- すこやかふれあいプラザ[18]
  - 川内地区コミュニティセンター[19]
  - 川内保健センター[20]
- 川内川交流センター[21]
- ひまわり友あい館[22]

### 寺社
- 向田神社

## 小・中学校の学区
市立小・中学校に通う場合、学区（校区）は以下の通りとなる。
| 町丁     | 番地 | 小学校                 | 中学校                     |
| -------- | ---- | ---------------------- | -------------------------- |
| 西開聞町 | 全域 | 薩摩川内市立川内小学校 | 薩摩川内市立川内中央中学校 |

## 交通

### 鉄道
町域内には鉄道は通っていない。最寄りの駅は川内駅である。

### 道路
主要地方道
- 鹿児島県道43号川内串木野線